# Villehardouin Leconte
Villehardouin Leconte est un militaire haïtien. il est ministre de l'Intérieur et ministre des Travaux publics et de l'Agriculture sous la présidence de Pierre Nord Alexis. La presse de l'époque le confond avec Cincinnatus Leconte et l'a enregistré à tort comme décédé par la révolution de 1908. V. Leconte s'est fait connaître de manière péjorative pour avoir dirigé l'exécution des frères Coicou (Massillon Coicou, Horace Coicou, Pierre-Louis Coicou et collaborateurs) le 15 mars 1908, peu après sa nomination au ministère de l'Intérieur.
Villehardouin Leconte est le frère de Vergniaud Leconte et Narsès Leconte.